# Zbigniew Szymonowicz

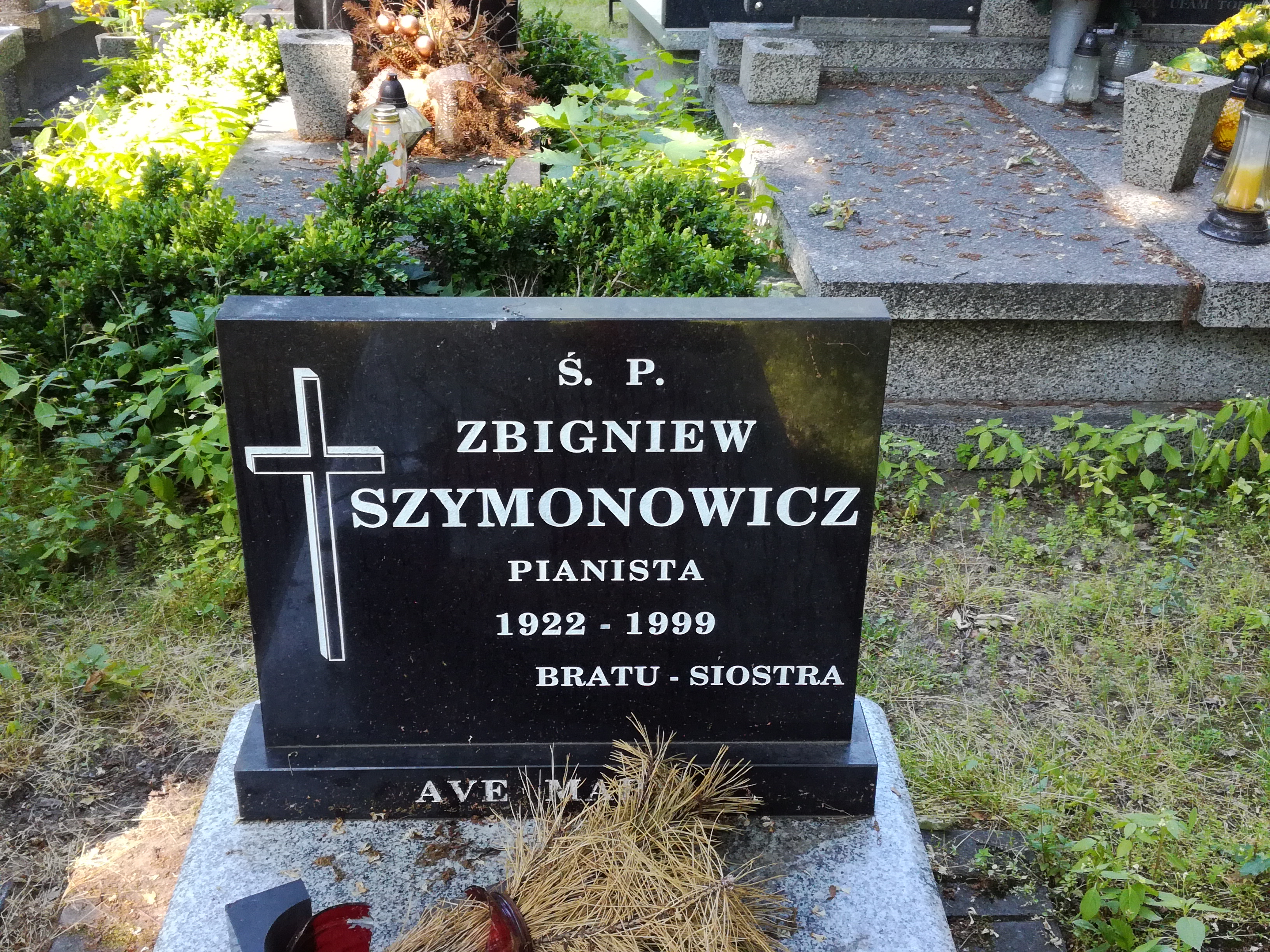
Grób Zbigniewa Szymonowicza na cmentarzu ewangelicko-augsburskim w Łodzi

Zbigniew Szymonowicz (ur. 3 lutego 1922 we Lwowie, zm. 10 września 1999 w Łodzi) – polski pianista, laureat 8 nagrody IV Międzynarodowego Konkursu Pianistycznego im. Fryderyka Chopina w Warszawie (1949).

## Życiorys
Bratanek Władysława Szymonowicza – lwowskiego histologa i embriologa, oraz brat Janiny Szybalskiej – polskiej farmaceutki całe życie związanej z rodzinnym Lwowem, w którym zmarła 18 grudnia 2011 roku.
Grać na fortepianie zaczął w wieku 4 lat. Przez lwowskich krytyków muzycznych był nazywany „cudownym dzieckiem”. Pierwszy koncert dał w wieku 8 lat, natomiast z towarzyszeniem orkiestry zagrał po raz pierwszy w wieku 14 lat. Jego nauczycielką od pierwszych lat aż do okresu II wojny światowej była Jadwiga Dwernicka. Podczas pierwszej okupacji sowieckiej Lwowa rozpoczął studia w lwowskim konserwatorium w klasach fortepianu i kompozycji. Po zajęciu Lwowa przez Niemców kontynuował samodzielne studia. W czasie niemieckiej okupacji Lwowa (1941–1944) był wraz z wieloma innymi przedstawicielami nauki, kultury, członków ruchu oporu, młodzieży gimnazjalnej i akademickiej karmicielem wszy w Instytucie Badań nad Tyfusem Plamistym i Wirusami profesora Rudolfa Weigla, dzięki czemu posiadał dokument, który skutecznie chronił go przed represjami okupantów.
Od 1945 kontynuował studia muzyczne w Państwowej Wyższej Szkole Muzycznej w Łodzi pod kierunkiem Stanisława Szpinalskiego. Po otrzymaniu dyplomu (1946) w następnych latach studiował kompozycję u Kazimierza Sikorskiego.
Zadebiutował 10 stycznia 1947 w Filharmonii Łódzkiej wykonaniem wraz z orkiestrą koncertu fortepianowego b-moll Czajkowskiego. W 1949 wystąpił w IV Międzynarodowym Konkursie Pianistycznym im. Fryderyka Chopina otrzymując VIII nagrodę.
Od 1956 aż do śmierci prowadził w Państwowej Wyższej Szkole Muzycznej w Łodzi utworzoną przez siebie klasę fortepianu. Był jurorem VIII i IX Konkursów Chopinowskich.
Pochowany w części ewangelicko-augsburskiej Starego Cmentarza w Łodzi.

## Twórczość kompozytorska
Utwory: koncert fortepianowy, Concertino na fortepian i małą orkiestrę symfoniczną, Dialogi na fortepian, orkiestrę smyczkową i perkusję, Wariacje i fuga na temat B.A.C.H. na dwa fortepiany, miniatury fortepianowe, utwory kameralne, orkiestrowe i wokalne.

## Ordery i odznaczenia
- Krzyż Oficerski Orderu Odrodzenia Polski (1984)
- Krzyż Kawalerski Orderu Odrodzenia Polski (1975)
- Złoty Krzyż Zasługi (22 lipca 1952)[4]
- Brązowy Krzyż Zasługi (1945)
- Odznaka „Zasłużony Działacz Kultury”
- Odznaka Honorowa m. Łodzi
- Złota Odznaka SPAM[5]